# Hans Hotter
Hans Hotter, né à Offenbach-sur-le-Main le 19 janvier 1909 et mort à Munich le 6 décembre 2003, est un baryton-basse allemand, chanteur d'opéras et de lieder.
Il est issu de la tradition d'éducation musicale germanique qui fait de lui un musicien complet, à l'instar d'autres chanteurs célèbres comme Dietrich Fischer-Dieskau. Ce bagage musical lui permet d'aborder très jeune des rôles lourds vocalement et dramatiquement, si bien que lorsque sa carrière, retardée par la Seconde Guerre mondiale, prend de l'ampleur, il a déjà acquis une pratique importante de ces rôles qui lui permet de triompher sur toutes les scènes du monde. Il reste dans les mémoires l'un des meilleurs Wotan de son époque.
Son répertoire de prédilection est l'opéra wagnérien, qu'il a chanté pendant seize ans au festival de Bayreuth, et le lied allemand, particulièrement Schubert et son Voyage d'hiver. Mais son répertoire est vaste, et il chante également beaucoup de musique sacrée et participe à la « Verdi Renaissance » qui a lieu en Allemagne dans les années 1930 et qui voit des artistes allemands remettre les opéras de Verdi à l'honneur.
C'est l'un des chanteurs lyriques les plus importants du XXe siècle.

## Biographie
Issu d'un milieu cultivé, il étudie l'orgue et la direction d'orchestre au Conservatoire de Munich, puis le chant lyrique auprès du ténor wagnérien Matthäus Römer (aussi appelé Matthaeus Roemer) qui l'initie au lied, à l'opéra et lui fait découvrir sa voix. 
Parallèlement, il entreprend des études de philosophie et de musicologie. Il travaille ensuite comme organiste et chef de chœur, mais finalement choisit la carrière de chanteur. Il fait ses débuts dans l'opéra à Troppau (aujourd'hui Opava) en 1929 dans le rôle du Sprecher (le récitant) dans La Flûte enchantée. En 1932 il est engagé à l'Opéra d'Etat de Prague (Neues Deutsches Theater à l'époque).
Tout au long du Troisième Reich (1933–1945), il se produit sur diverses scènes en Allemagne et en Autriche, et est notamment engagé à la Staatsoper de Munich où en 1937, il succède à  Hans Hermann Nissen, et devient célèbre. Il devient également le baryton préféré de Strauss qui lui confie la création de plusieurs rôles dans ses opéras : le Commandant dans Friedenstag (1938), puis Olivier dans Capriccio (1942). Durant la période nazie, il ne peut guère se produire à l'extérieur de l'Allemagne et de l'Autriche, mais il parvient quand même à donner quelques concerts à Amsterdam sous la direction de Bruno Walter, en particulier en 1937 où il chante Euryanthe de Weber en version concert.
Son audience au niveau international ne s'élargit qu'à l'issue de la Seconde Guerre mondiale, où Hans Hotter peut donner son premier concert au Covent Garden de Londres, en 1947. Il se produit ensuite en Europe, sur les scènes les plus réputées de l'art lyrique. En 1950, c'est le Metropolitan Opera de New York qui l'accueille pour la première fois, dans le Vaisseau fantôme. Suivent, jusqu'en 1954, quatre saisons à demeure dans cet établissement américain, où il chante à trente-cinq reprises et dans treize rôles différents, essentiellement issus du répertoire wagnérien.
Parallèlement, entre 1952 et 1966, il devient un pilier du Festival de Bayreuth, dirigé alors par Wieland Wagner. Ses interprétations de Hans Sachs dans Les Maîtres Chanteurs de Nuremberg, de Gurnemanz dans Parsifal, mais surtout de Wotan dans L'Anneau du Nibelung, « dont il est le spécialiste incontesté » ont durablement marqué la scène lyrique et la discographie wagnérienne. Outre la puissance et la profondeur de sa voix, sa présence d'acteur sur scène était saisissante en raison de sa haute stature. Sa voix, d'une couleur particulièrement sombre, convenait aux rôles héroïques du grand répertoire et donc particulièrement aux grands rôles wagnériens, dans lesquels il a été quasiment insurpassable. Attentif aux mots, diseur autant que chanteur : « sa stature (vocale) imposait d'emblée un Wotan, un Hollandais de dimensions surhumaines, mais son art de la diction lui permettait toujours de faire passer une humanité extraordinaire dans ses personnages. Son Sachs est un modèle, qui doit bien entendu beaucoup à sa constante fréquentation du monde du lied. »
Il laisse un héritage discographique considérable, dont une grande partie est constituée d'enregistrements, captés en public ou en studio, d'opéras de Wagner. Par ailleurs, il met lui-même en scène la « Tétralogie » à Covent Garden, de 1961 à 1964.
Son interprétation de Wotan a été enregistrée pour la première fois dans une version studio des années 1930 de l'acte II de La Walkyrie. Il a ensuite été Wotan dans le célèbre Cycle du Ring chez Decca au début des années 1960, dirigé par Georg Solti et produit par John Culshaw. Il a également été Wotan dans des enregistrements captés en direct durant Festival de Bayreuth, lors du Ring dirigé par Clemens Krauss et Joseph Keilberth au milieu des années 1950 ainsi que l'intégrale de la Tétralogie de Hans Knappertsbusch. Il a également assuré un Ring complet à Covent Garden de 1961 à 1964 sous la direction de Georg Solti en 1961.
Son interprétation remarquable de Gurnemanz dans Parsifal a également été conservée dans plusieurs enregistrements live de Hans Knappertsbusch à Bayreuth.
Il est aussi l'un des plus admirables chanteurs de lieder, capable d'alléger son immense voix et de s'appuyer sur un legato infini. Il a chanté 127 fois le cycle du Voyage d'hiver (Winterreise) de Franz Schubert, qu'il aborde pour la première fois dès 1941, à Hambourg. Il l'a enregistré quatre fois au disque :
1. en novembre 1942, pour DG, avec Michael Raucheisen au piano (réédition par DG, puis par Music & Arts) ;
2. les 24  et 25 septembre 1943, à la Maison de Radio de Berlin, avec M. Raucheisen (Preiser Records) ;
3. la célèbre prise de 1955 pour EMI avec l'accompagnement de Gerald Moore ;
4. l'enregistrement du 15–18 décembre 1961 à la Brahms-Saal, du Musikverein de Vienne, pour DG, accompagné d'Erik Werba au piano.

Hans Hotter fait ses adieux à la scène en 1972, mais réapparaît quelquefois par la suite, comme récitant dans les Gurrelieder d'Arnold Schönberg ou en Schigolch dans Lulu d'Alban Berg... Il se consacre dès lors à l'enseignement du chant à Vienne et à Paris. Il a notamment parmi ses élèves la soprano Cheryl Studer.
Il meurt le 6 décembre 2003 à Munich.

## Discographie
Opéra
- Berlioz, La Damnation de Faust, (Méphistophélès) - avec Wilhelm Furtwängler (Urana) 1950 report 2001
- Berg, Lulu (Schigolch) - avec Christoph von Dohnányi (Decca)
- Strauss, Capriccio (La Roche) - avec Wolfgang Sawallish (Emi)
- Wagner :
  - Le Vaisseau fantôme - avec Clemens Krauss (Munich, 1944)
  - Parsifal (Guenemanz) - plusieurs intégrales, notamment en 1962, sous la direction de Hans Knappertsbusch avec le chœur et l'orchestre du Festival de Bayreuth (Philips). Autre version disponible en 1964.
  - La Tétralogie (Wotan). Plusieurs enregistrements issus du Festival de Bayreuth, en compagnie d'autres artistes lyriques devenus légendaires : Wolfgang Windgassen, Josef Greindl, Astrid Varnay...

Lieder
- Schubert, Winterreise (Le Voyage d'hiver) et Schwanengesang (Le Chant du Cygne) - avec Gerald Moore (piano) (Emi)
- Schumann : Les Amours du poète, op. 48 Dichterliebe

Sacrée
- Bach, Ich habe genug Cantate BWV 82 - souvent couplée avec les Quatre chants sérieux de Brahms (Emi)
- Brahms, Un Requiem Allemand. L'Orchestre philharmonique et Chœur de l'Opéra de Vienne en 1947, sous la direction de Karajan et aux côtés d'Elisabeth Schwarzkopf (Emi)

## Filmographie
- 1939 : Une mère (Mutterliebe) de Gustav Ucicky : Josef Pirlinger

## Décorations
- Commandeur de l'ordre des Arts et des Lettres lors de la promotion du 29 avril 1994[11].

## Sources
- Les Introuvables du chant wagnérien, L'Avant-Scène opéra, no 67, septembre 1984.
- Guide des opéras de Wagner. Livrets — Analyses — Discographies, sous la direction de Michel Pazdro, Paris, Fayard, coll. « Les Indispensables de la musique », 1998.
- Dictionnaire encyclopédique Wagner, sous la direction de Timothée Picard, Arles, Actes Sud / Paris, Cité de la musique, 2010.
- L’Univers de l’opéra. Œuvres, scènes, compositeurs, interprètes, sous la direction de Bertrand Dermoncourt, Paris, Robert Laffont, coll. « Bouquins », 2012.
- Le Nouveau Dictionnaire des interprètes, sous la direction de Alain Pâris, Paris, Robert Laffont, coll. « Bouquins », 2015.